# Massuria min
Espèce
Massuria min est une espèce d'araignées aranéomorphes de la famille des Thomisidae.

## Distribution
Cette espèce est endémique du Fujian en Chine,. Elle se rencontre dans le district de Xinluo.

## Description
La femelle holotype mesure 5,31 mm.

## Systématique et taxinomie
Cette espèce a été décrite par Yao et Li en 2023.

## Étymologie
Son nom d'espèce lui a été donné en référence au lieu de sa découverte, Min.

## Publication originale
- Li, Yao, Xiao, Xu & Liu, 2023 : « Notes on two species of Massuria Thorell, 1887 (Arachnida, Araneae, Thomisidae) from China with description of a new species. » ZooKeys, vol. 1175, p. 299-310 (texte intégral).